# Позив (филм)
Позив (енгл. The Call) је амерички трилер из 2013. године у коме је главна улога поверена Хале Бери.

## Радња
Џордан (Бери) ради у служби за хитне случајеве. Премда навикла на страх и панику са друге стране телефона, две девојке које је зову у размаку од само два дана, мењају и њен однос према послу, и њу саму. Џордан се осећа беспомоћно и одговорно када једна од девојака умре вапећи за полицијом. Након што схвати да је посреди дело серијског убице, жена одлучује да сама пронађе другу девојку (Бреслин) и разрачуна се са психопатом.

## Главне улоге
| Глумац          | Улога        |
| --------------- | ------------ |
| Хале Бери       | Џордан       |
| Абигејл Бреслин | Кејси        |
| Морис Честнат   | Пол Филипс   |
| Мајкл Еклунд    | Мајкл Фостер |
| Мајкл Империоли | Алан         |
| Џастина Мачадо  | Рејчел       |
| Рома Мафија     | Меди         |